# Mosspaddspindel
Mosspaddspindel (Ozyptila brevipes) är en spindelart som först beskrevs av Otto Hahn 1826.  Mosspaddspindel ingår i släktet Ozyptila, och familjen krabbspindlar. Arten är reproducerande i Sverige. Inga underarter finns listade.